# Mu Leonis
Mu Leonis (μ Leonis, viết tắt Mu Leo, μ Leo), tên chính thức Rasalas /ˈræsəlæs/, là một ngôi sao trong chòm sao Sư Tử. Cấp sao biểu kiến của ngôi sao này là 3,88, đủ sáng để có thể nhìn thấy bằng mắt thường. Dựa trên sự thay đổi thị sai hàng năm là 0,02628 giây cung được đo bằng vệ tinh Hipparcos, hệ thống này cách Mặt Trời khoảng 124 năm ánh sáng (38,1 parsec). Vào năm 2014, một hành tinh ngoài hệ mặt trời được phát hiện quay quanh ngôi sao này.

## Danh pháp
Leonis (được latin hóa thành Mu Leonis) là tên gọi của ngôi sao trong định danh Bayer.
Nó có các tên gọi truyền thống Rasalas và Alshemali, cả hai đều là viết tắt của Ras al Asad al Shamaliyy. Năm 2016, Hiệp hội Thiên văn Quốc tế tổ chức một Nhóm công tác IAU về tên sao (WGSN) để lập danh lục và chuẩn hóa các tên riêng của sao. WGSN đã phê duyệt tên gọi Rasalas cho ngôi sao này vào ngày 12 tháng 9 năm 2016 và nó đã được đưa vào Danh sách các tên sao được IAU phê chuẩn.

## Tính chất
Mu Leonis là một sao khổng lồ loại K với phân loại sao K2 IIIb CN1 Ca1. Các ký hiệu ở phần đuôi chỉ ra rằng, đối với một ngôi sao thuộc loại này, nó có các vạch hấp thụ xyanogen và calci mạnh hơn bình thường trong quang phổ của nó. Nó có khối lượng gấp khoảng 1,5 lần Mặt Trời, nhưng đã nở rộng lên khoảng 14 lần bán kính Mặt Trời. Mu Leonis có độ sáng gấp 63 lần Mặt Trời và có nhiệt độ hiệu dụng là 4.436 K. Độ tuổi của nó khoảng 3,35 tỷ năm tuổi.

## Hệ hành tinh
Vào năm 2014, người ta đã thông báo rằng Mu Leonis có một hành tinh nặng ít nhất gấp 2,4 lần Sao Mộc và chu kỳ quỹ đạo 358 ngày. Hành tinh này được phát hiện bằng cách đo các biến thiên vận tốc xuyên tâm do sự dịch chuyển hấp dẫn từ thiên thể quay quanh ngôi sao.
| Đồng hành | Khối lượng  | Bán trục lớn (AU) | Chu kỳ quỹ đạo | Độ lệch tâm quỹ đạo | Năm phát hiện |
| b         | ≤2,4±0,4 MJ | 1,1±0,1           | 357,8±1,2 ngày | 0,09±0,06           | 2014          |